# Facundo Castillón
Facundo Andrés Castillón (ur. 21 sierpnia 1986 w Rosario) – argentyński piłkarz występujący na pozycji napastnika w Getafe CF.